# ODE's blozers
ODE's blozers is een artistiek kunstwerk in Amsterdam-Centrum.

## Beeld
Deze kunstvoorwerpen van Marjet Wessels Boer liggen op een lifthuisje nabij de Openbare Bibliotheek Amsterdam en het Conservatorium van Amsterdam op het Oosterdokseiland (ODE). Wessels Boer won een door de gemeente Amsterdam uitgeschreven wedstrijd ter verkrijging van een duurzaam illuminatie-object ter plaatse. In april 2012 werden de twee objecten geplaatst op het glazen lifthuisje geplaatst. De twee objecten zijn gemaakt van epoxy versterkt met glasvezels. Ze hebben op hun "rug" zonnecellen. Zij verzamelen gedurende daglicht energie om die ’s avonds af te staan aan LED-verlichting, die wit gloeit; een deel van de opdracht was dat het object zichzelf moest voorzien van energie. Bij gebruik van de lift wordt de voetganger/fietser begroet met blozend licht. De kleurschakeringen worden doorlopend aangepast. Overdag lijken de objecten op liggende katten die de buurt in de gaten houden.
ODE's blozers hadden te lijden onder de weersinvloeden, met name de UV-straling tastte de bovenlaag aan. In 2023/2024 werd daarom de “eerste huid” vervangen, met opnieuw een mengeling van glas en polyester, die daar beter bestand tegen is/moet zijn.
Jan Peter Dekker schreef in de rubriek Blikvangers bij dit beeld, dat de eigenaar van het lifthuisje ze liever kwijt dan rijk is. Bij een renovatie van het huisje zullen de twee blozers weer verdwijnen, daarbij is de vraag is of ze teruggeplaatst worden. Op 10 december 2024 werd het kunstwerk teruggeplaatst na een grondige opknapbeurt in opdracht van de gemeente.

## Afbeeldingen

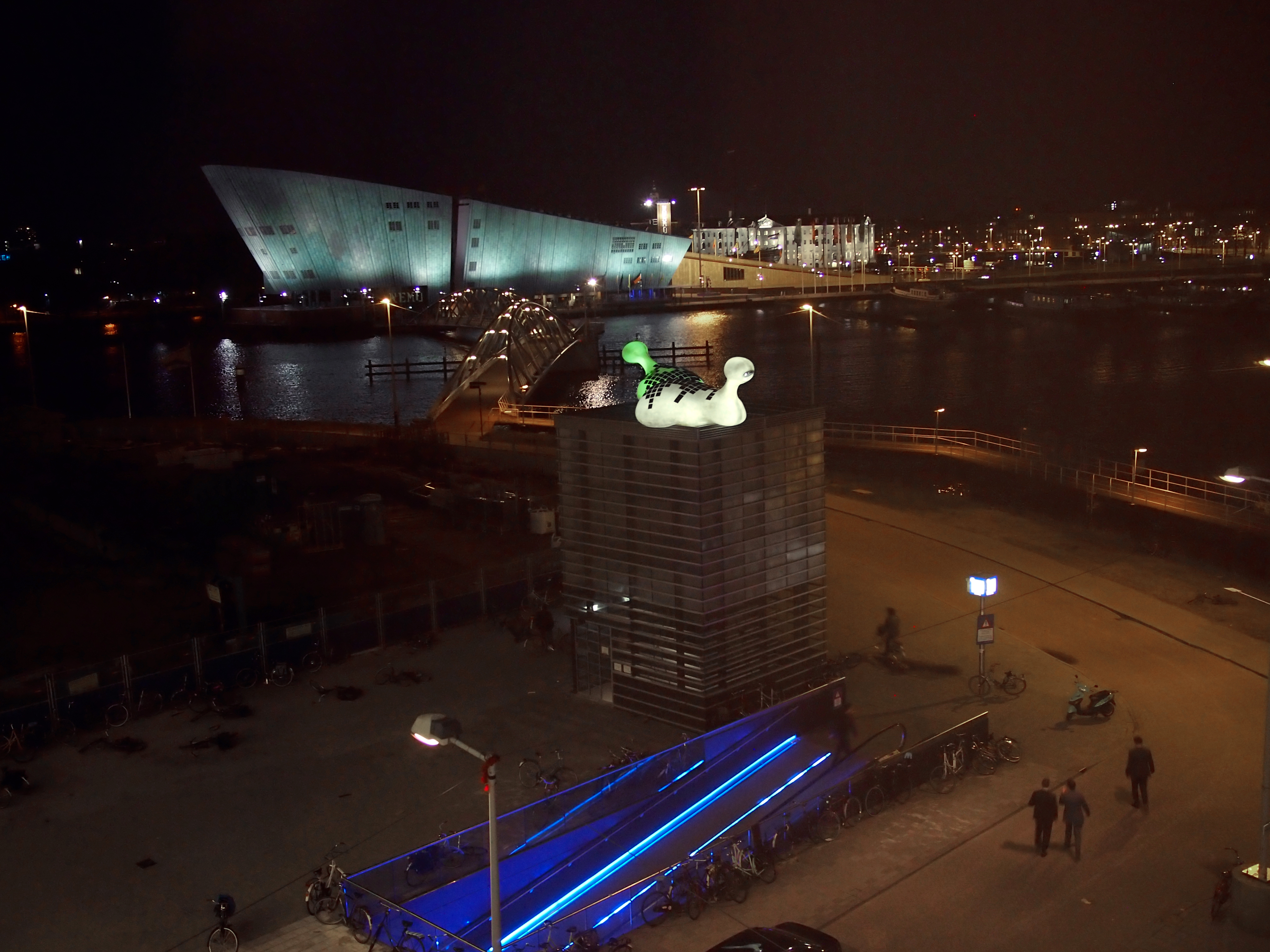
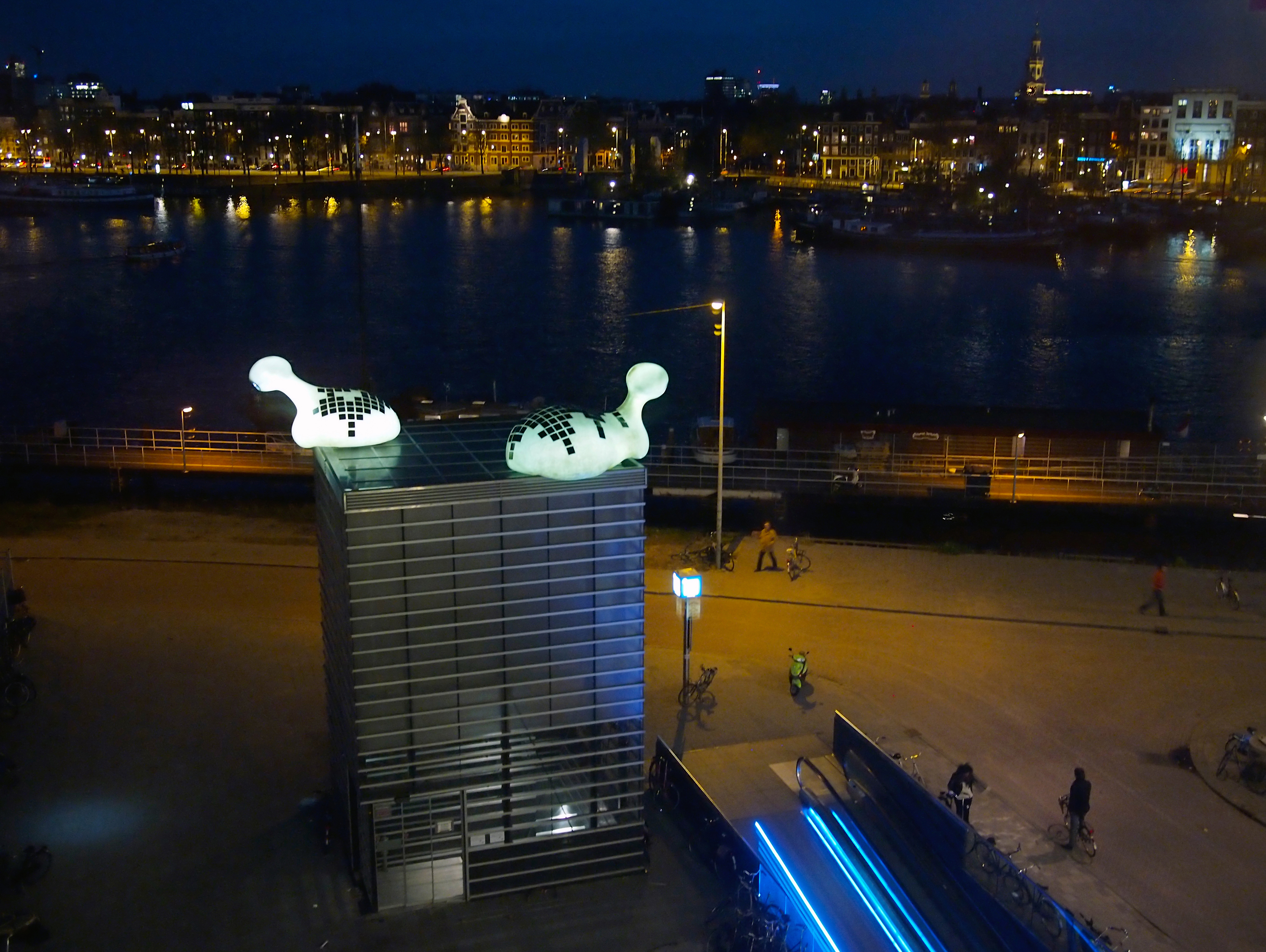
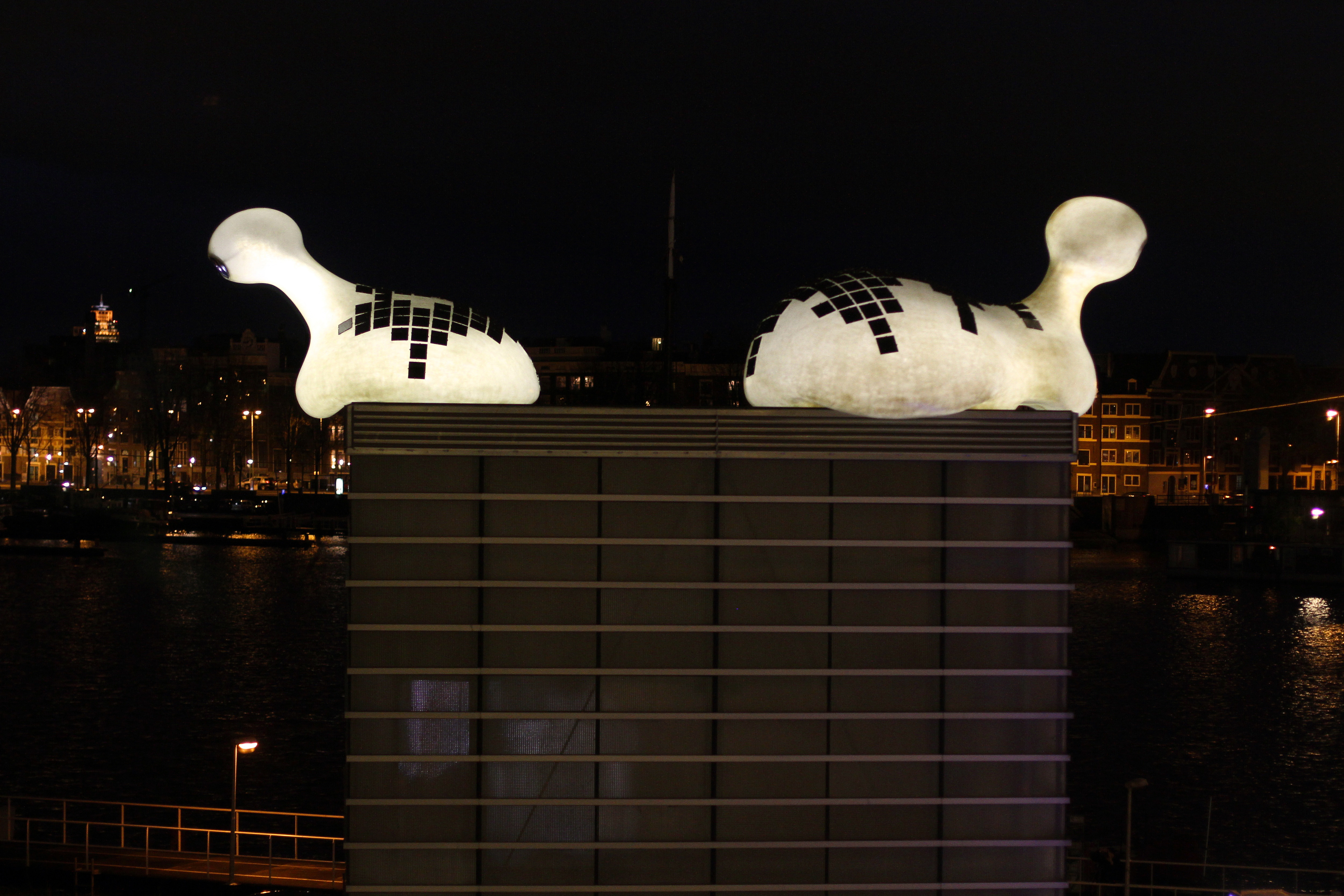
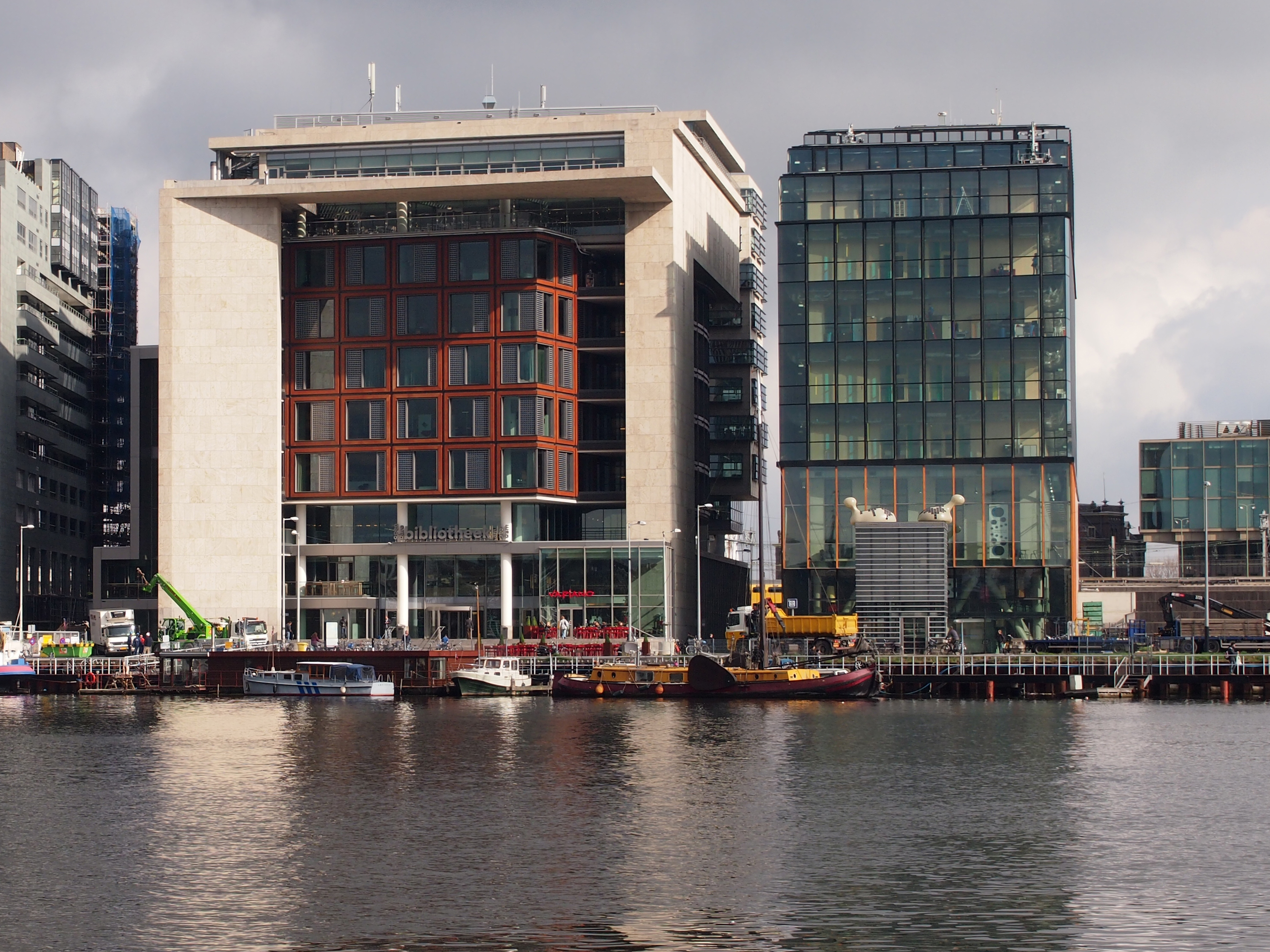
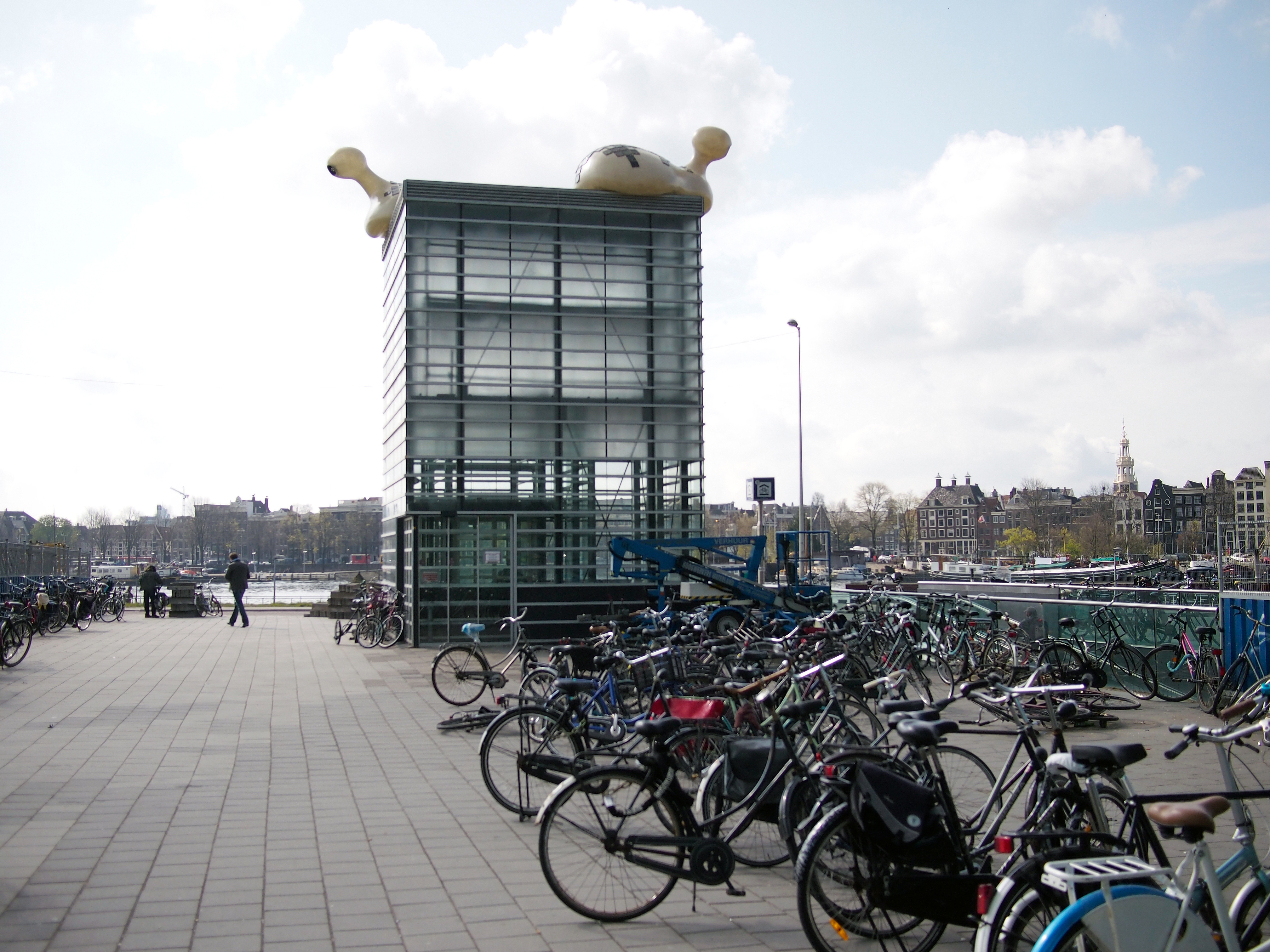
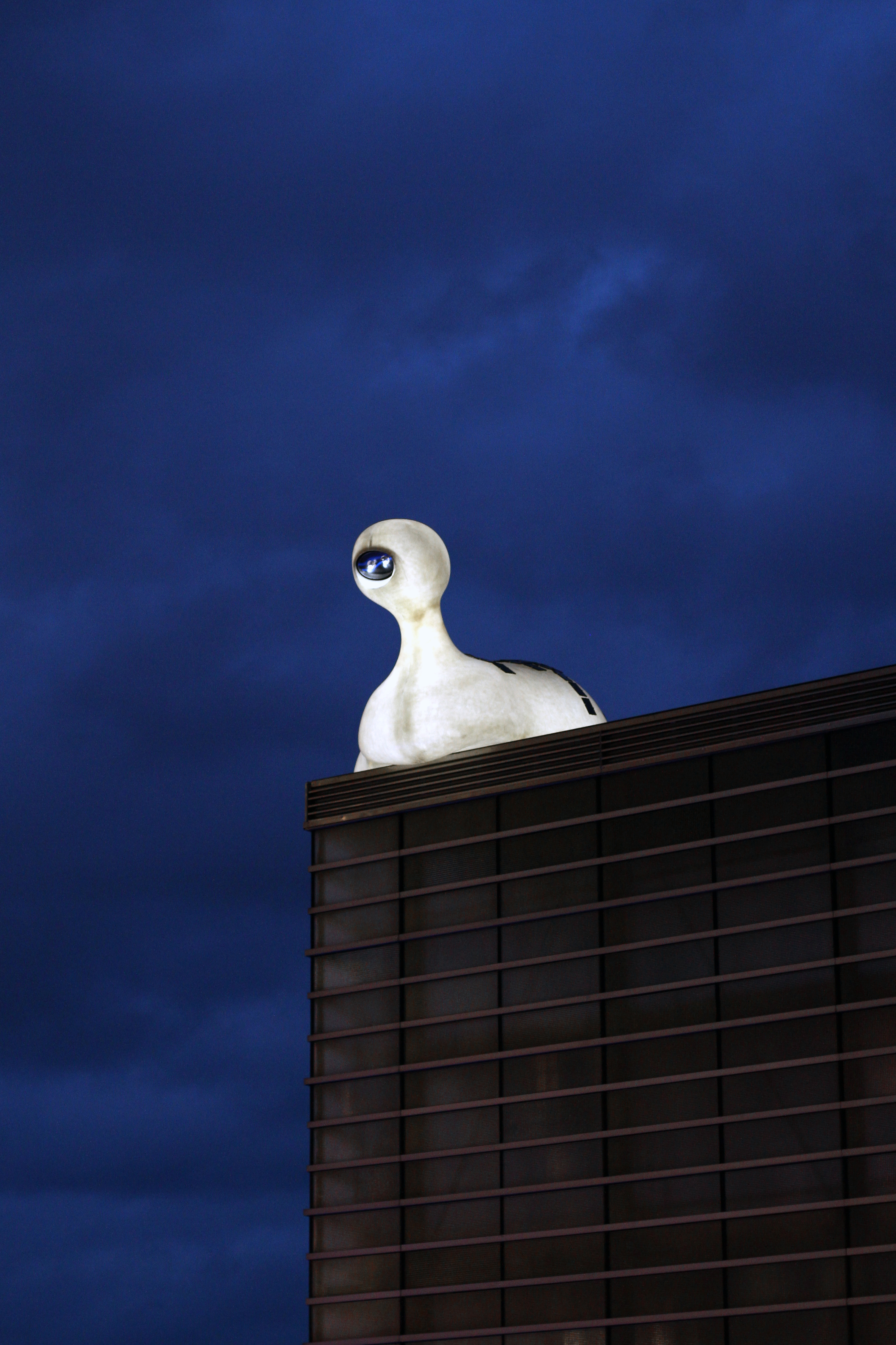